# Nicolas Bricaire de La Dixmerie
Nicolas Bricaire de La Dixmerie né en 1731 à Lamothe-en-Blaisy, mort le 26 novembre 1791, est un homme de lettres français, membre de l'Académie d'Arras.

## Biographie
La Dixmerie vient s’installer assez jeune à Paris. À la fin des années 1770, il apparaît comme membre de la loge maçonnique des « Neuf Sœurs » où il est très actif. Admirateur de Voltaire, il en parraine l’initiation dans la loge.

## Œuvres
La Dixmerie est un auteur prolifique. On peut citer ses Contes philosophiques et moraux (1765), les Deux Ages du goût et du génie sous Louis XIV et sous Louis XV (1769), qui tranche en faveur de l’époque de Louis XV ; l’Espagne littéraire (1774) ; La Sibyle Gauloise ou la France telle qu’elle fut, telle qu’elle est et telle à peu-près qu’elle pourra être. Ouvrage traduit du Celte et suivi d’un Commentaire, Londres (1775), Éloge de Voltaire (1779), Éloge de Montaigne (1781).
Il est en outre l'auteur d'un « Discours sur l’origine, les progrès & le genre des Romans » (dans Toni et Clairette, vol. 1, Paris, Didot l’aîné, 1773, p. v-lxxvi). Ce discours est analysé dans l'article Réflexions sur le roman au XVIIIe siècle.
Il est également connu pour ses œuvres satiriques, qui s’inspirent à la fois des récits utopiques  et des récits de voyages, 
- Le Sauvage de Taïti aux Français, avec un envoi au philosophe ami des Sauvages, Londres, Paris : Lejay, 1770. L’auteur s’appuie sur le rapport de Philibert Commerson sur son voyage avec Bougainville pour décrire Tahiti.
- L’île taciturne et L’île enjouée, ou Voyage du génie Alaciel dans ces deux îles,  Voyages imaginaires  volume 27 sur 39 volumes parus entre 1787 et 1789 à Amsterdam et à Paris, Charles-Georges-Thomas Garnier et Jean-Louis Deperthes éd. (La Rochelle : La Rumeur des âges, 1995), œuvre satirique qui reprend un thème populaire, l’opposition entre ceux qui préfèrent rire de tout comme Démocrite et ceux qui s’affligent de tout comme Héraclite, ou Jean qui pleure et Jean qui rit[2].

### Citations
Dans ce récit de voyage imaginaire, un voyageur s’aventure vers des îles lointaines.  

« Il descendit d’abord dans l’île Taciturne, climat où tout le monde croit être sage, ose le dire, et est cru sur parole. »

Puis aborde dans l’île de la Gaieté où : 

« La nation qui l’habite ne s’attriste communément de rien, chante du même ton ses avantages et ses pertes, affiche la frivolité, s’occupe des petites choses, s’amuse des grandes, et ne redoute pas moins l’extérieur de la sagesse que ses voisins n’en ambitionnent la réalité. »